# エビヅル
エビヅル（蝦蔓・蘡薁、学名: Vitis ficifolia）は、ブドウ科ブドウ属でつる性の落葉木本である。雌雄異株。

## 名称
和名「エビヅル」は、つる性の植物で、実がエビの目に似ていることから名付けられている。
古名はヤマブドウとともに「エビカズラ」（葡萄蔓）、「エビ」とはブドウの古名である。ただし、中国では「蘡薁」は Vitis adstricta Hance という別の野生ブドウを指す。学名に Vitis ficifolia を使われることが多いが、Vitis ficifolia のタイプ標本は中国の桑葉葡萄につけられたもので、桑葉葡萄とエビヅルでは形態的な違いも大きい。

## 分布と生育環境
日本、朝鮮半島、中国の東アジア地域に分布し、日本では北海道南部、本州、四国、九州に分布する。山地や丘陵地にふつうにみられる。

## 特徴
落葉つる性の木本で、他の木本などに巻きひげによって上昇する。巻きひげは茎に対して葉と対生するが、2節ずつついていて3節目ごとに消失しているが、これで他の植物に絡まる。葉には葉柄があり、形は扁卵形で長さ5 - 8センチメートル (cm) 、3 - 5裂し、葉裏にはクモ毛とよばれる長い毛がある。葉の先が丸くなるのが特徴。秋には赤色から橙色に紅葉することが多いが、やや地味。
花期は6 - 8月で。雌雄異株。花序は総状円錐花序で長さ6 - 12 cmになる。花は小さく、雄花、雌花ともに黄緑色で花序に密集する。
秋には直径5 - 6ミリメートル (mm) の果実がブドウの房状に黒紫色に熟し、甘酸っぱい味があり食べることができる。しかし、果汁にエビヅル臭という青臭いにおいを有するため、果実品質の評価は一般に低い。花は、新梢が伸長すれば何度も着花するため、同一樹に、様々なステージの果実が着生する。

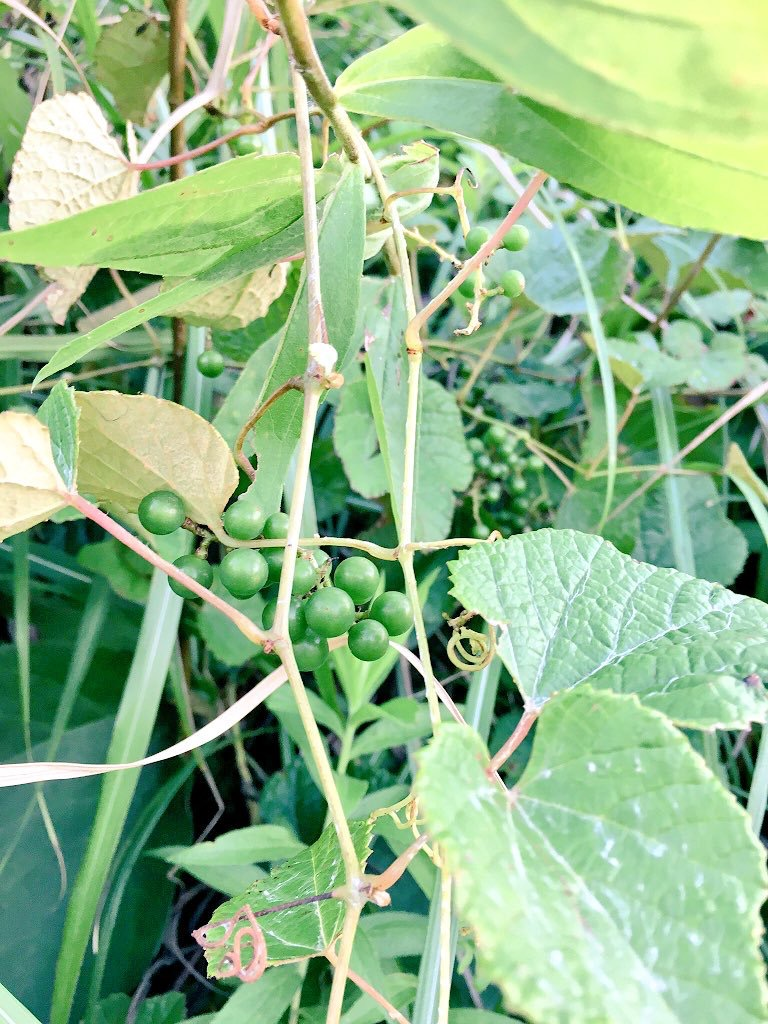
未熟な果実
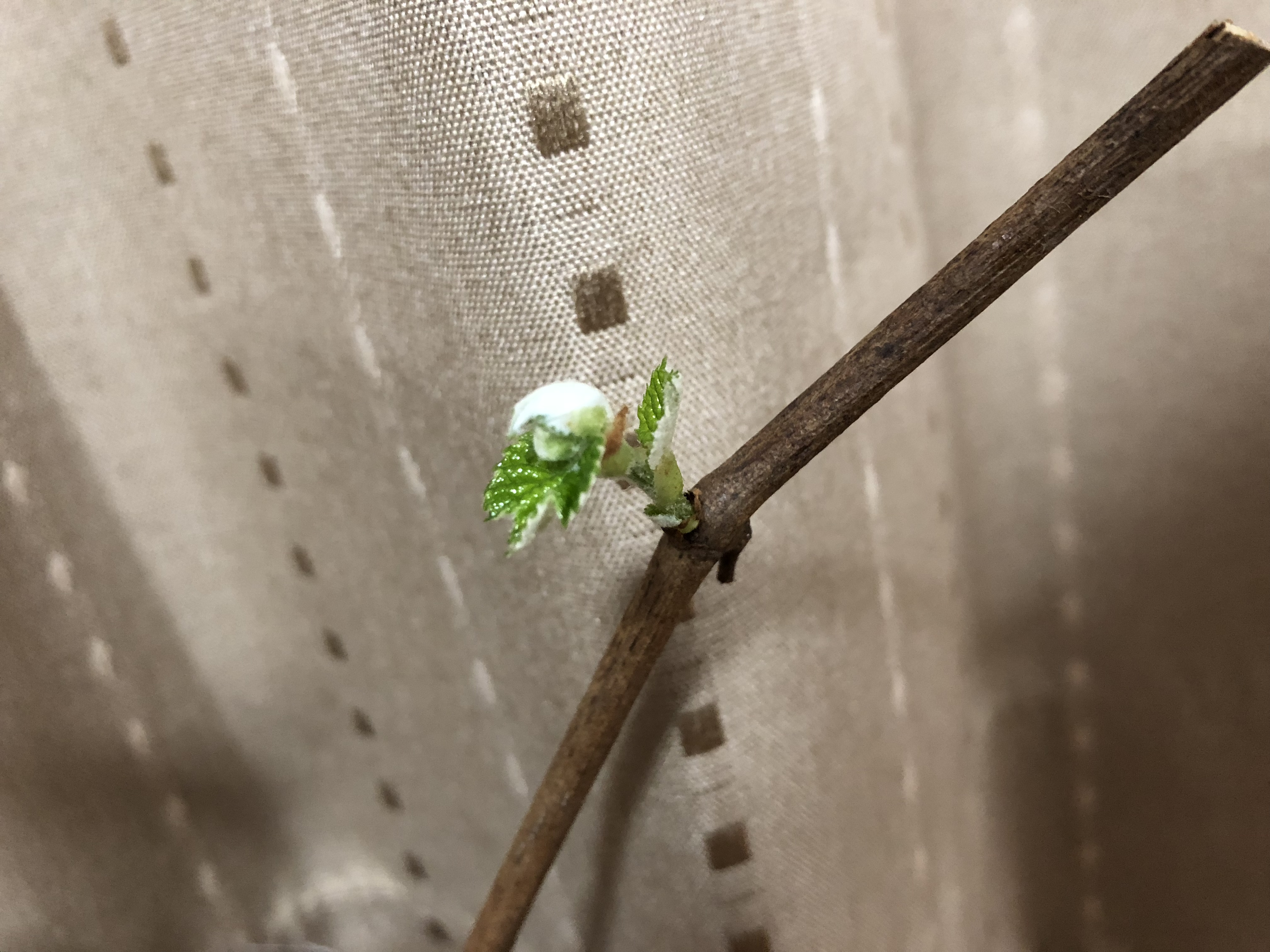
新芽
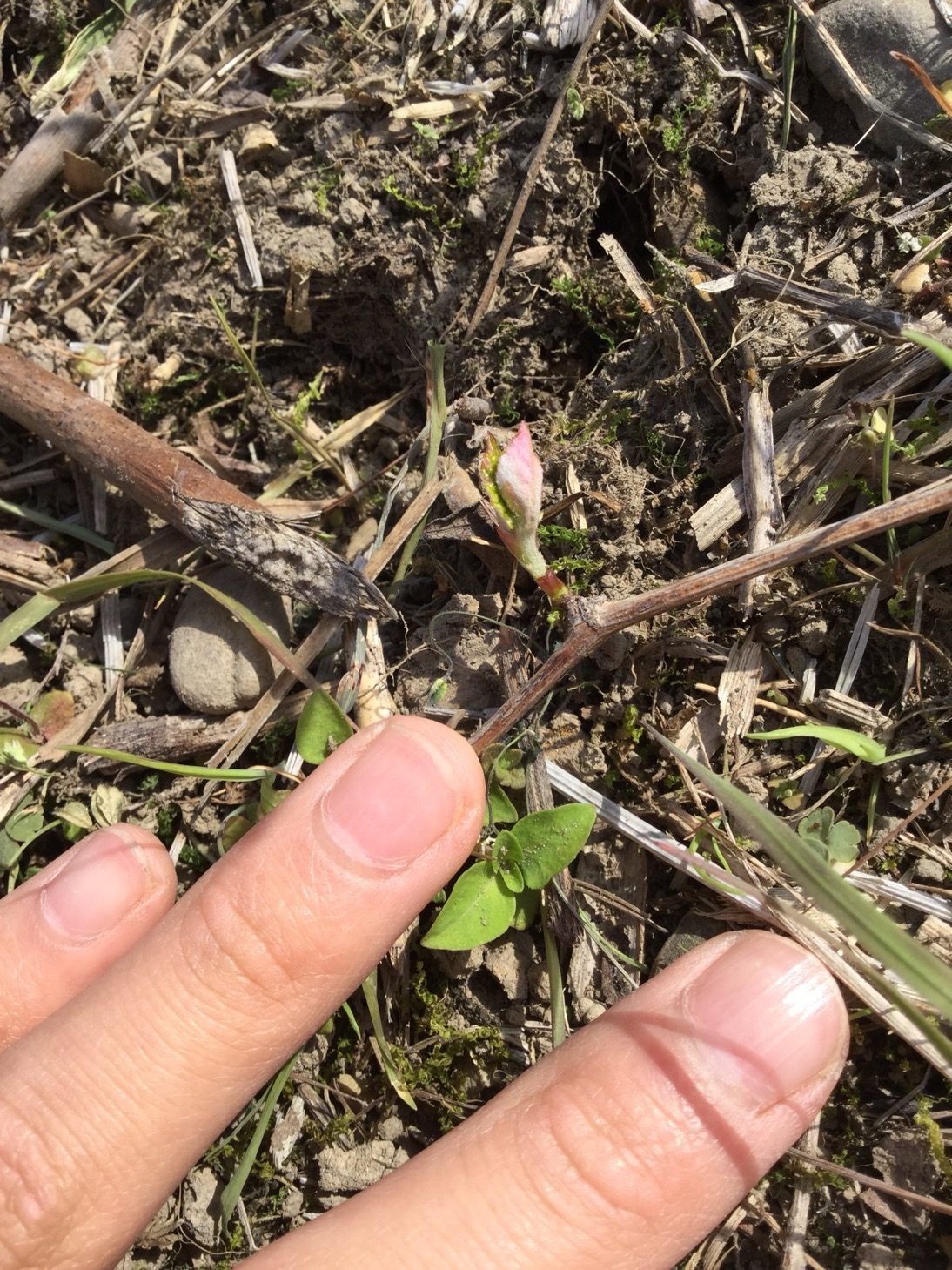
新芽。出たばかりで赤みがかっている。
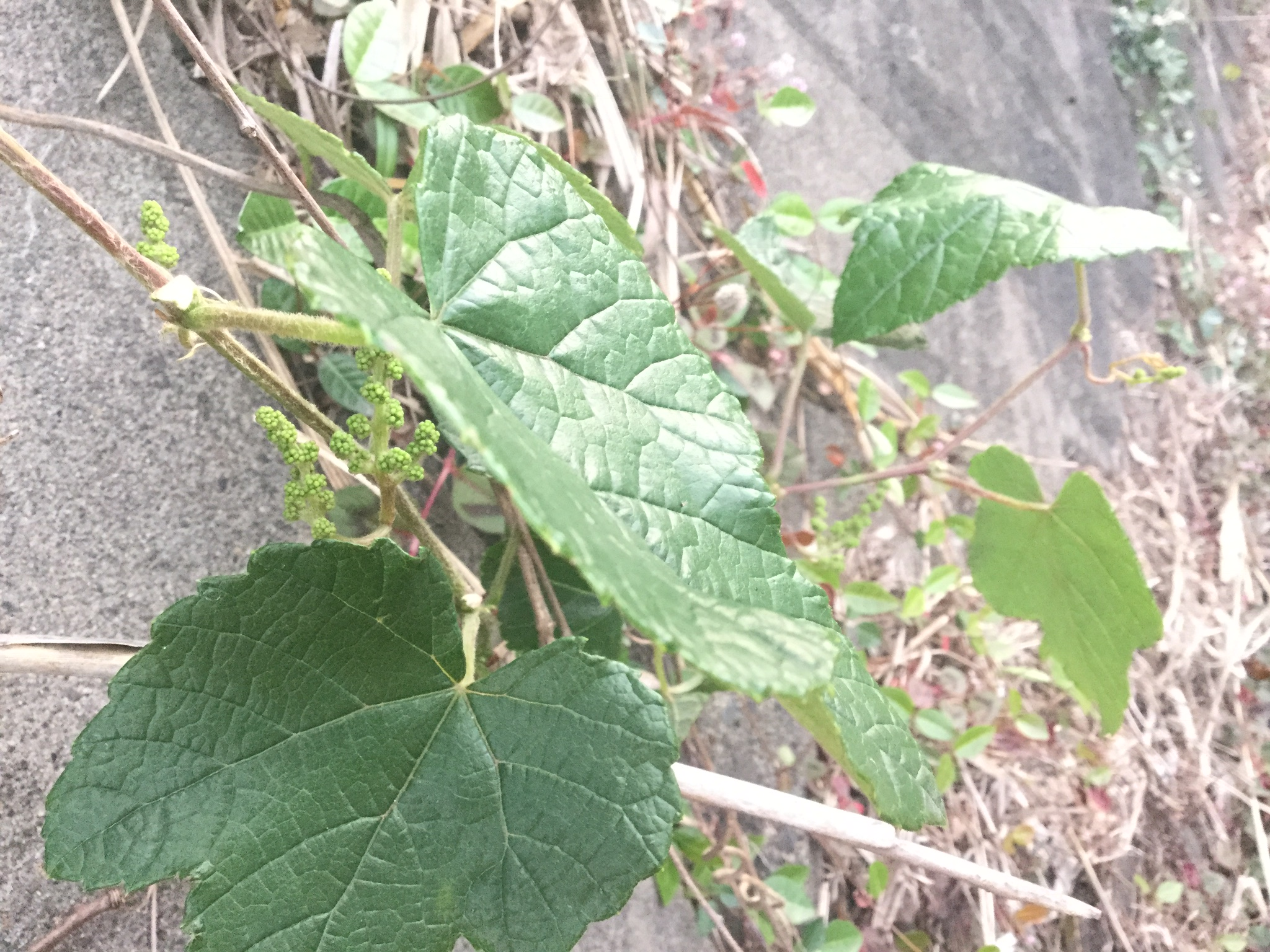
葉と蕾。

## 変種
- シチトウエビヅル Vitis ficifolia Bunge var. izu－insularis (Tuyama) H.Hara - 葉が大型になり、3浅裂し先端がとがる。伊豆七島に分布する。
- キクバエビヅル Vitis ficifolia Bunge var. sinuata Hara- 本州南部、四国、九州に分布する。葉の裂刻が深い。
- リュウキュウガネブ Vitis ficifolia Bunge var. ganebu Hatus. - 八重山、琉球、奄美諸島、トカラ列島に自生する。葉は無裂刻。

リュウキュウガネブは、エビヅルと同一種とする記述もいくつか見られる。さらに、シチトウエビヅルと葉の形態が似ているため、リュウキュウガネブとシチトウエビヅルを同一種とすべきだとの意見もあるが、リュウキュウガネブは他のエビヅル近縁種と異なり、芽が無休眠性を示すなどの生態的な差異が大きい。また、最近ではリュウキュウガネブ果皮に含まれるアントシアニンの種類と量が多いことから、その機能性が注目されている。ちなみに「ガネブ」とは九州地方の方言で、ブドウの意味である。
対馬に分布するケナシエビヅルは「エビヅル」という名前が付いているが、 Vitis austrokoreana Hatusimaの学名が付けられていて、エビヅルとは別種となっている。しかし、詳しいことはよくわかっていない。

## 利用
果実は生食、ジャムやジュースに加工して利用できる。また、葉を乾燥し、葉の裏のクモ毛をモグサ代わりに利用する。最近では、リュウキュウガネブの葉から抽出したエキスを含有した化粧水が市販されている。葉エキスの主成分はレスベラトロールである。またエビヅルの実を入浴剤として利用する地域がある。